# 河粉
河粉（ホーフェン、Ho fun、Ho fen）は、中国広東と東南アジアの一帯でよくみられる平たいライスヌードルである。1860年頃の広州沙河に源を発するので沙河粉ともいう。各地で異なる名前を持つ。

## 中華圏

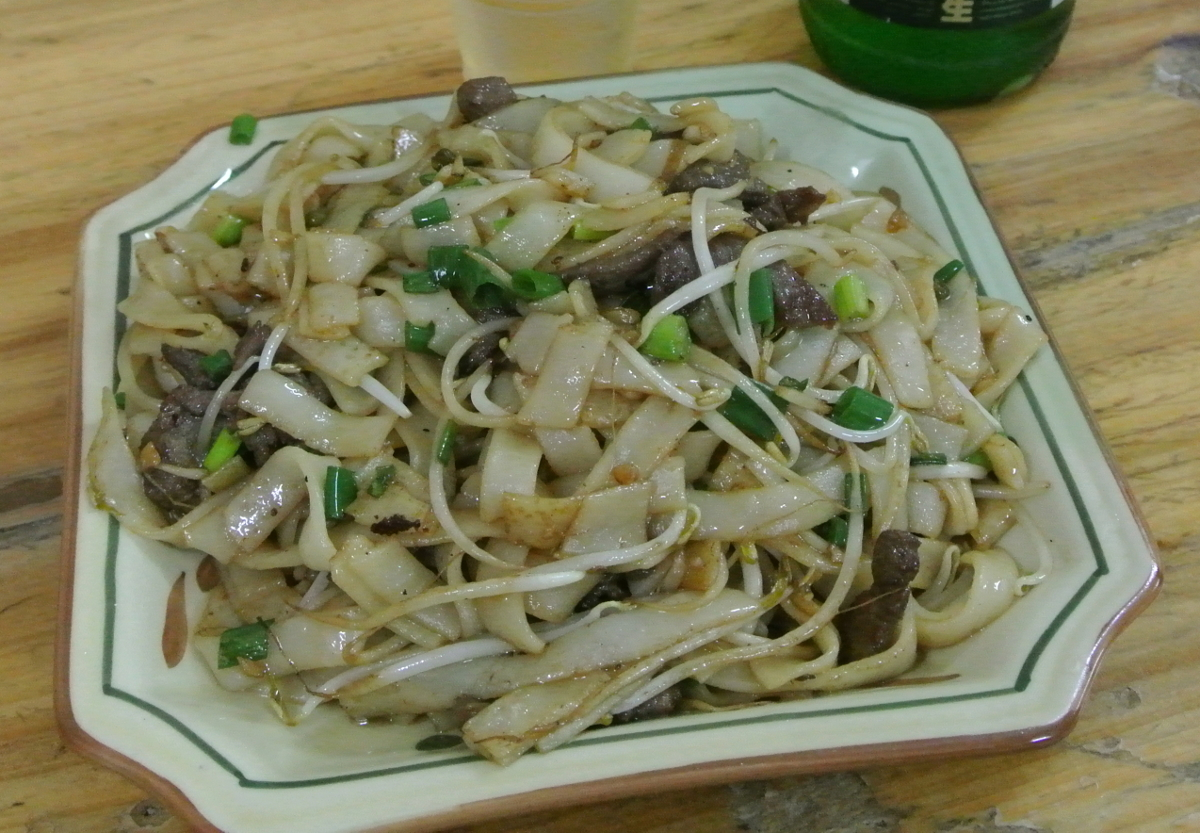
中国、広東省広州市の河粉炒。広州市番禺区官坑村にて。

広東省潮州市では河粉（発音は「ホーファン」）や粿条（クェティオ、貴刁）と呼ばれる。
少数民族チワン族の原住地である広西の観光地桂林では、切粉（チエフェン）と呼ばれる。
河粉は粿条よりも幅広のライスヌードルであるが、香港や広州などではタイ風のクイティアオも出す店が増えている。

## 東南アジア
東南アジアでは、本来は潮州出身の華僑がもたらした潮州料理のひとつである。現在では民族的な出自には関係なく、広く一般に食べられている。名称も潮州の粿条に近いものが多い。

### タイ

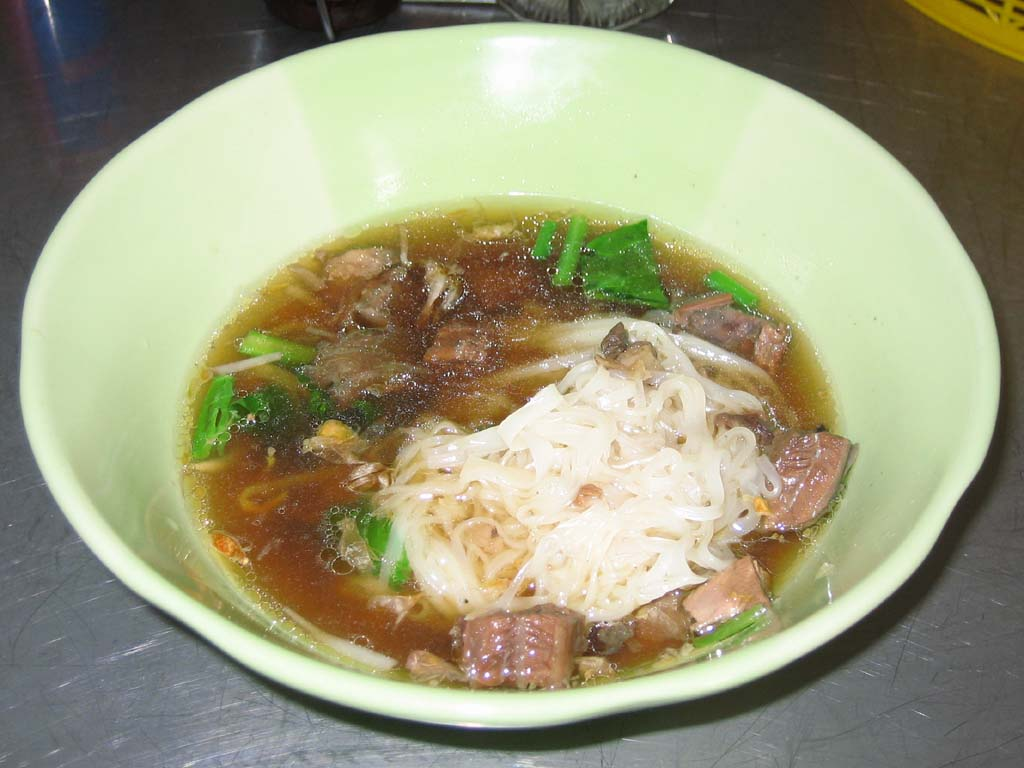
クァイティオ・ナーム（センレッ）

タイでは、粿条からクァイティオ（タイ語: ก๋วยเตี๋ยว）という。麺はその幅により幅の太いセンヤイ（เส้นใหญ่）、細いセンレッ（เส้นเล็ก）、極細のセンミー（เส้นหมี่）に分けられる。センヤイとセンレッは普通生麺として、センミーは乾麺として流通している。
代表的な調理法としては、スープの有無により大きく汁麺のクァイティオ・ナーム（ก๋วยเตี๋ยวน้ำ）とスープ無しで炒麺のクァイティオ・ヘーン（ก๋วยเตี๋ยวแห้ง）に分けられる。どちらも屋台や食堂、デパートのフードコートなどで広く提供されている。一食の量は日本のラーメン等と比較して少なめで、軽めの食事や間食にちょうどよい量である。
クァイティオ・ナームのスープは鶏がらなどで取っただしに薄く塩味が付いたもので、タイ人はさらにテーブルの上に用意されたナンプラー、砂糖、粉唐辛子、唐辛子の酢漬けを使い、自分で味を調節して食べるのが普通である。
タイ料理は一般にスプーンとフォークを使って食事をとるが、このクァイティオ・ナームおよび小麦粉麺のバミー・ナームは、箸を使って食べる例外がある。ただし、箸を使うのが苦手なタイ人はスプーンとフォークを使って食べている。
クァイティオ・センレッはパッタイ、クァイティオ・センヤイはラオス風のカオソーイにも用いられる。

### カンボジア

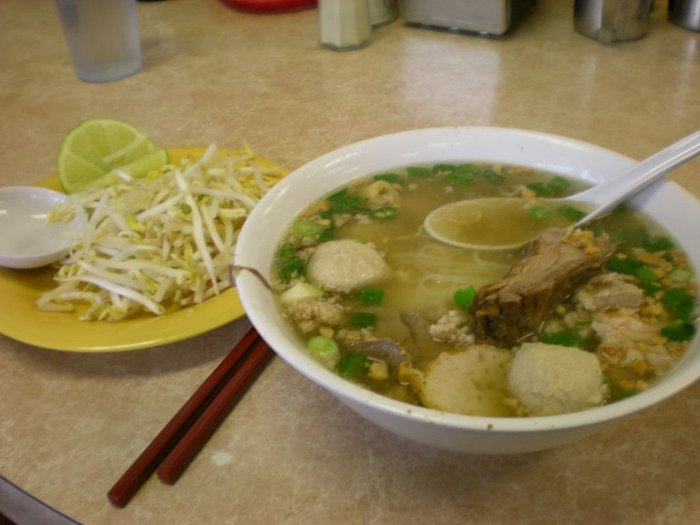
プノンペン風クイティウ

カンボジアでは、クイティウ（クメール語：គុយទាវ）またはカーティウと呼ばれる。屋台や食堂、デパートのフードコート、ホテルのレストランなどで広く提供されている。
タイのクァイティオ同様、一食の量は日本のラーメンと比較して少なめであり、軽めの食事や間食にちょうどよい量である。
スープは豚骨ベースで、澄んでおり、塩味が効いてさっぱりとした薄味である。味にアクセントをつけるために、くし切りにしたライムと共に供されることがある。また、トゥック・トレイ、チリソース、醤油、唐辛子系の香辛料を適宜加えて食べる。
具材は肉や野菜など種類が豊富である。肉は素材としては牛肉・豚肉が用いられ、形態は挽肉、肉団子、薄切り肉など様々である。
クイティウ・サイッ・コーは薄切りの牛肉と牛肉団子入りのクイティウ。クイティウ・コォーッ・サイッ・チュルゥク・チィエンチラーム・ダッ・ボンキィアはスープが別になったクイティウで、トゥック・トレイ（前述）味の豚挽肉とエビが入っている。

### ベトナム

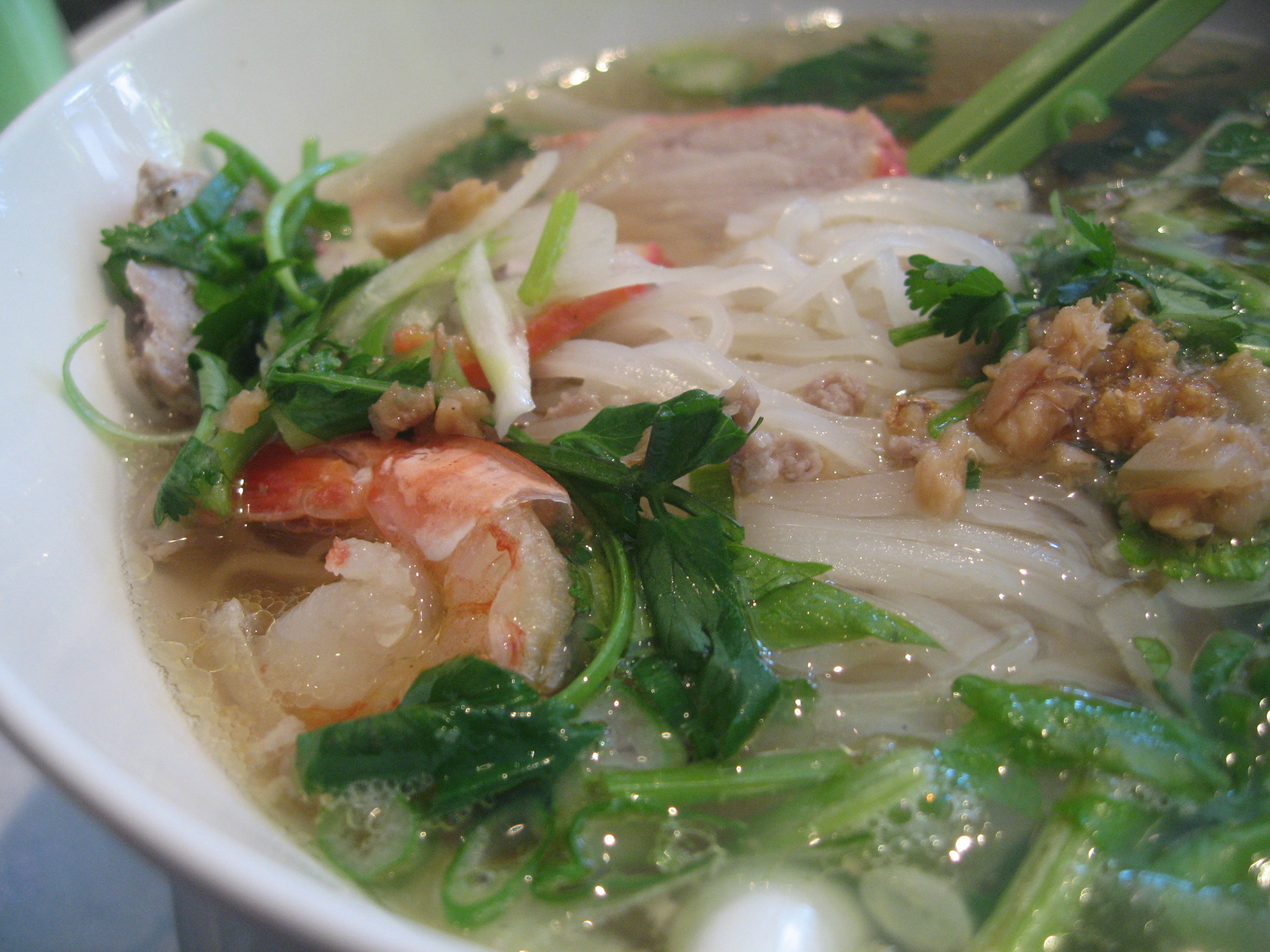
フーティウ・ナムヴァン（プノンペン風フーティウ）

ベトナムにも広東省潮州市の粿條や広州市の河粉などと酷似した平麺があり、バインフォー（bánh phở）と呼ばれる。バインフォーは生麺として流通し、汁麺仕立てにして食べられる。最も人気がある麺料理は北部ハノイ生まれのフォーである。なお「バイン」は捏ねた物の総称を指すベトナム固有語であり、麺そのものをバインフォー、麺料理となったものをフォーと呼ぶ。フォーの語源はフランス語の「炎」（feu）であるとされる。ベトナムにはホア族（華人）も多くいるが、これは華人の民族料理ではなく、キン族を中心に全国的に食べられる。
また、カンボジアのクイティウから派生したフーティウもあり、こちらは南部サイゴン発祥の料理である。

### マレーシアとシンガポール

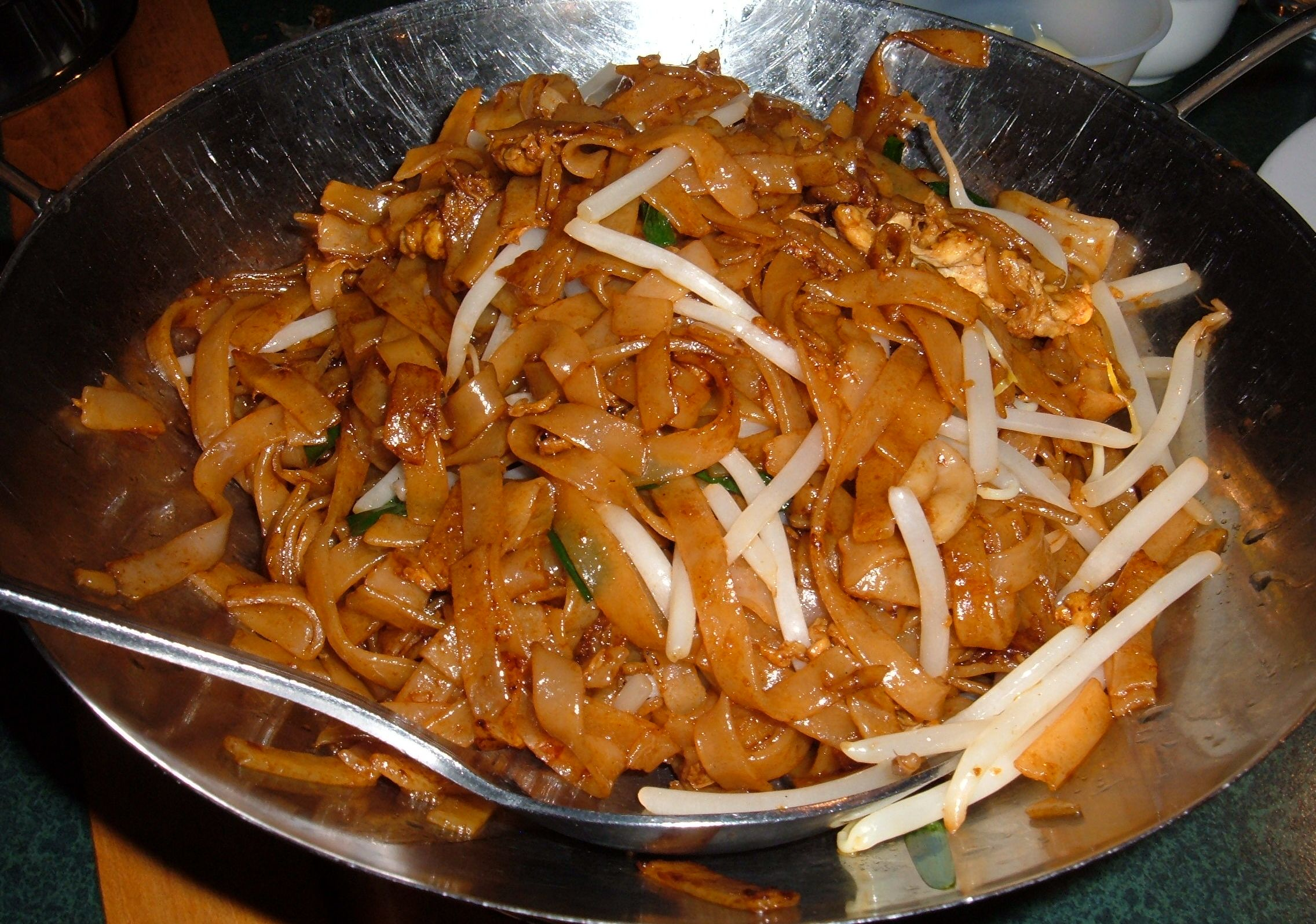
マレーシア、シンガポールでよく見られるチャークイティオ（炒粿条）

マレーシアとシンガポールではクイティオ（マレーシア語：Kuetiau、Kuey teow）と呼ばれる。
主な調理法に、炒麺のチャークイティオがある。